# 七条緑道
七条緑道（ななじょうりょくどう）は、北海道旭川市の中心部を東西に横切る道路。

## 概要
日本初の恒久的歩行者天国である平和通買物公園と十字型に交差しており、旭川市中心部における歩行者交通の主要動線となっている。毎年2月上旬に開催される旭川冬まつりのサブ会場の一つになっているほか、夏期には期日限定のビアガーデンが設置されるなど、各種イベントの会場としても活用されている。また、七条緑道の路上には、数多くの野外彫刻や記念碑が設置されている。

## 道路概要
- 道路幅員：27m
  - 道路中央に14mの緑地帯・散策路が設置されている。
- 道路延長：約464m（常磐公園から緑橋通・旭川市民文化会館まで）
- 道路区間：7条通5丁目 - 8丁目

## 歴史
- 1970年3月 7条通の緑道化について、地元（公園通り美化推進会）と市との間で話合いが始まる。
- 1970年5月 - 1972年7月 7条通の整備パターンに関する検討が続けられる。
  - 7条通の緑道化にあたり、一時歩行者専用道路化も検討される。
    - これは、平和通の恒久的歩行者天国化が同時期に検討されていたため。
    - 平和通と7条通とによる十字型の歩行者ネットワークを都心部に実現させようとの構想であった。
    - 結局、平和通は1972年6月1日に買物公園化（歩行者天国化）された。
    - 一方、7条通については紆余曲折あり、全面的な車両通行禁止が見送られることとなった。

  - 7条通については、道路両側に車両通行可能な幅員を6.5mずつ確保することとした上で、道路中央に14mの緑地帯・散策路を設置することに決定。
- 1972年7月7日 都市計画決定
- 1972年9月7日 都市計画道路事業認可
  - 事業施行期間：1972年度 - 1973年度
- 1988年 「七条緑道イルミネーション」が手づくり郷土賞受賞（やすらぎとうるおいのある歩道）[2]

## 改修計画
- 1972年 - 1973年の整備から約40年近く経過して、施設の老朽化が次第に目立つようになってきた。
- そこで、ベンチ・休憩施設・照明灯などの施設更新とともに、散策路の改修・バリアフリー化などについて、検討が進められている。

## 野外彫刻
- 『人間／作者加藤顕清』-設置場所：７条通５丁目
- 『母子像／作者加藤顕清』-設置場所：７条通５丁目
- 『人間像・青年／作者加藤顕清』-設置場所：7条通6丁目
- 『思惟像／作者加藤顕清』-設置場所：7条通6丁目
- 『男子座裸像／作者加藤顕清』-設置場所：7条通7丁目
- 『婦人像・着衣／作者加藤顕清』-設置場所：7条通7丁目
- 『開拓のイメージ／作者：中井延也』-設置場所：平和通買物公園との交差点に設置
- 『婦人像・裸立／作者加藤顕清』-設置場所：7条通8丁目

## ギャラリー

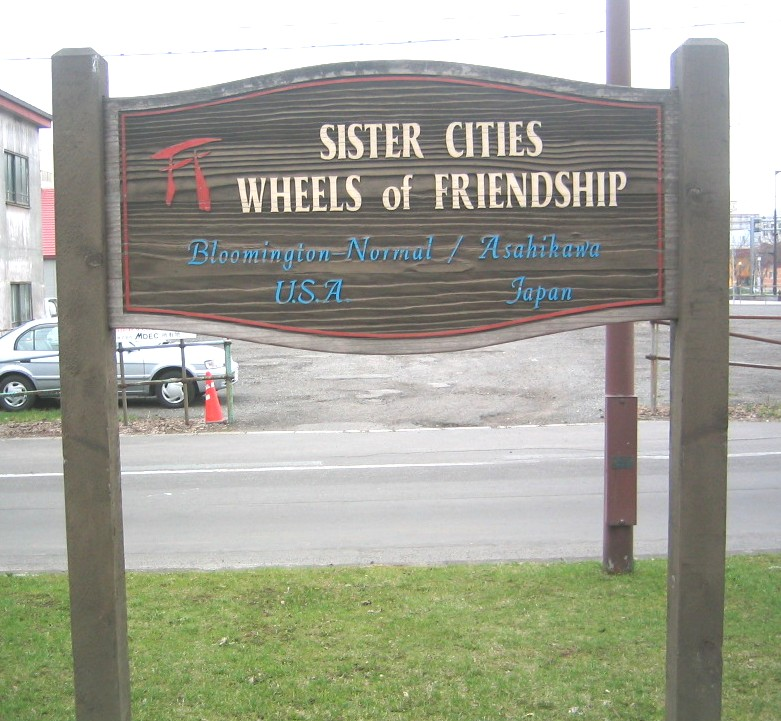
米国・ブルーミントン市・ノーマル市姉妹都市記念碑（七条緑道）
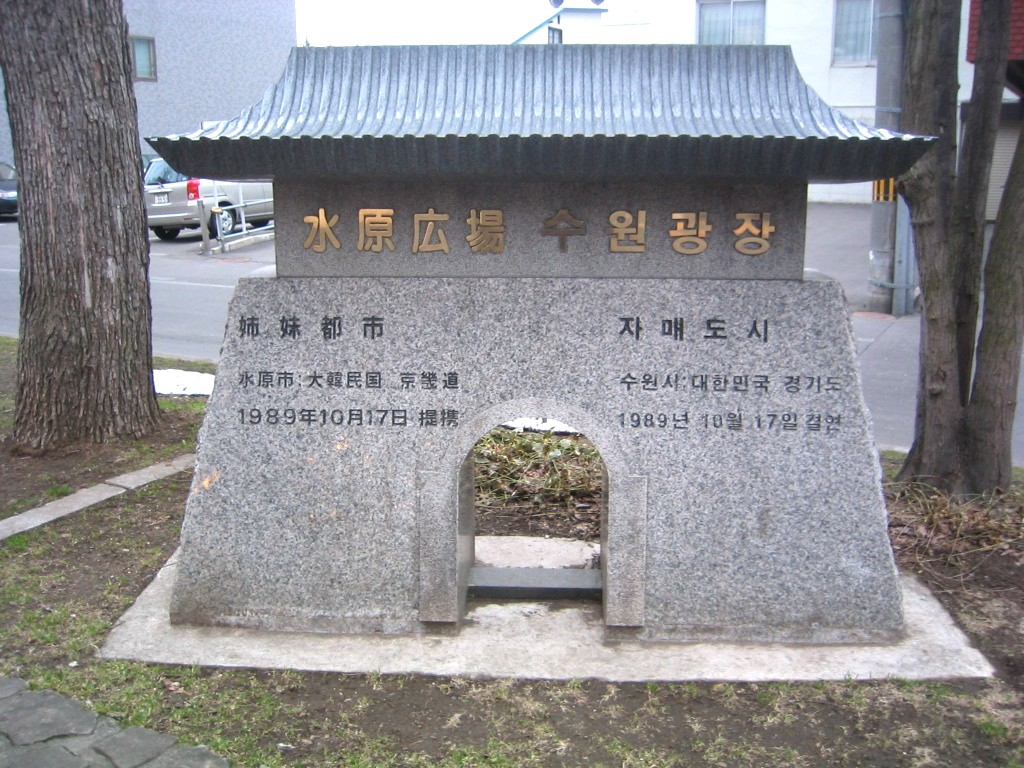
韓国・水原市・姉妹都市記念碑（七条緑道）
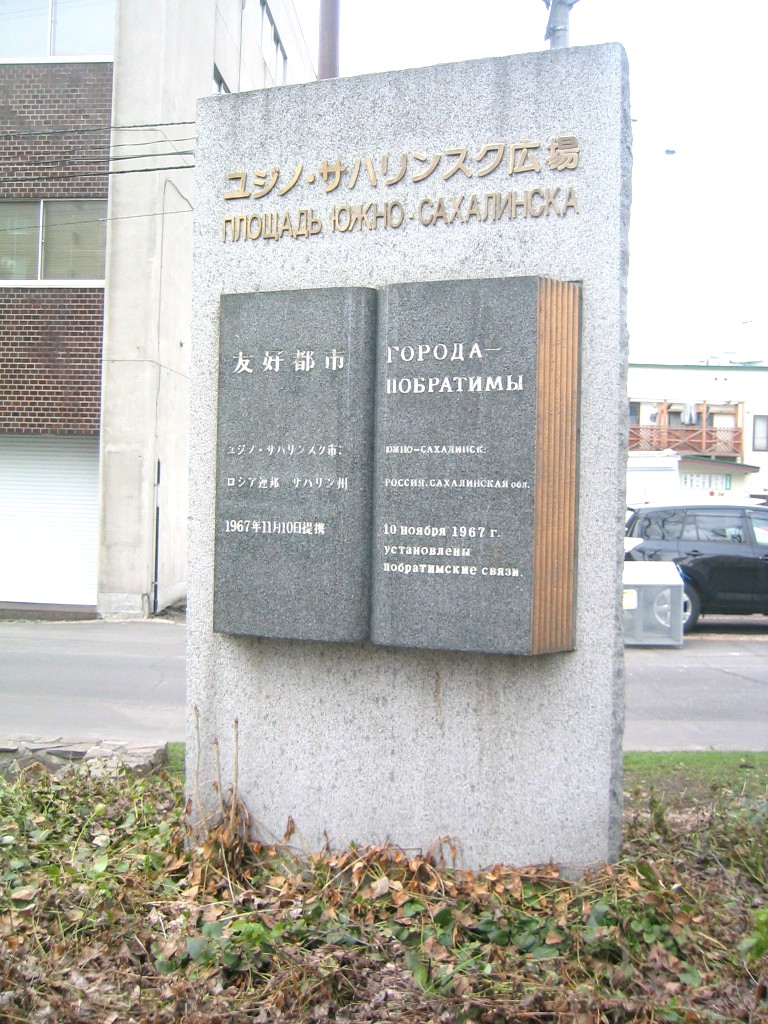
ロシア・ユジノサハリンスク市・友好都市記念碑（七条緑道）
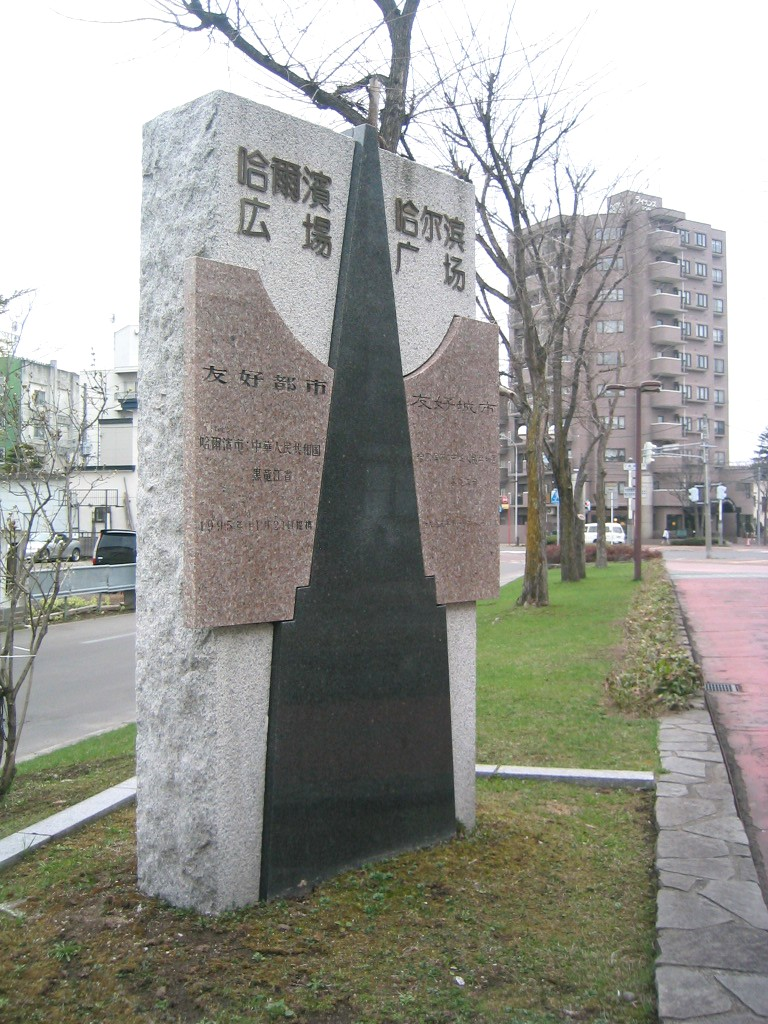
中国・哈爾濱市・友好都市記念碑（七条緑道）